# …om detta må ni berätta…
…om detta må ni berätta…: En bok om Förintelsen i Europa 1933-1945 är en svensk faktabok om Förintelsen. Boken beställdes av Sveriges regering och ingick i den statliga informationssatsningen Levande historia. Den är författad av Stéphane Bruchfeld och Paul A. Levine och utgiven av Regeringskansliet under tidigt 1998. Boken erbjöds därefter att beställas av föräldrar som hade barn som gick på mellanstadiet och uppåt. Den första tryckningen var på 100 000 exemplar men under det första året beställdes det 800 000 exemplar. Boken reviderades 2009 då ett helt nytt kapitel om Sverige och Förintelsen lades till. Titeln syftar på Joel 1:3 i Gamla Testamentet. Boken har spridits gratis i mer än en och en halv miljon exemplar till familjer i Sverige med barn i grundskolan och dem som beställt den från Forum för levande historia. Den har översatts till arabiska, bosniska/kroatiska/serbiska, engelska, finska, persiska, spanska och turkiska.

## Bakgrund
En anledning till informationssatsningen Levande historia var en undersökning bland skolungdomar som presenterades i juni 1997. där många svarat att de inte var säkra på om demokrati var bästa sättet att styra Sverige. vilket ledde till oro. Vissa menade dock att det även borde genomföras liknande kampanjer om förtryck under andra slags regimer, till exempel i kommuniststater.

## Bokens historiska perspektiv
Bokens huvudfokus ligger på Förintelsen under Andra Världskriget, framförallt av judar men också av andra grupper. Men det finns också ett historiskt och idéhistoriskt perspektiv. Långt före Hitler och nationalsocialismen hade rasismen, antisemitismen, socialdarwinismen och hets mot romer tillåtits och även påverkat den praktiska politiken. Boken tar dock inte upp de facto att Sverige nekade romer som enda etnisk grupp skydd från förintelsen. Längst bak uttalade sig de dåvarande partiledarna för de partier som då satt i Sveriges riksdag.

## Ebok
Boken finns även som e-bok med filmklipp, bildspel och tidslinje för iPad. E-boken är framtagen i samarbete med UR.

### Fotnoter
1. ↑  Stéphane Bruchfeld och Paul A. Levine: …om detta må ni berätta…: en bok om förintelsen i Europa 1933–1945, Regeringskansliet, Stockholm 1998, ISBN 91-630-7723-X
2. ↑  Anders Lange, Heléne Lööw, Stépane Bruchfeld och Ebba Hedlund: Utsatthet för etniskt och politiskt relaterat hot m.m., spridning av rasistisk och antirasistisk propaganda samt attityder till demokrati m.m. bland skolelever, Centrum för invandringsforskning, Stockholm 1997
3. ↑  Mats Carlsson (24 juni 1997). ”Ledare: Invändning: "Demokrati inget abstrakt för unga"”. Dagens nyheter. http://www.dn.se/arkiv/ledare/invandning-demokrati-inget-abstrakt-for-unga/. Läst 18 oktober 2016.
4. ↑  Jennifer Dysell (26 november 2007). ”Förfärande okunskap om kommunismen”. Svenska dagbladet. http://www.svd.se/forfarande-okunskap-om-kommunismen. Läst 18 oktober 2016.
5. ↑  ”Romer fick inte komma in i Sverige under Förintelsen”. SO-rummet. https://www.so-rummet.se/fakta-artiklar/romer-fick-inte-komma-i-sverige-under-forintelsen. Läst 6 april 2023.